# 李膺品
李膺品（？—1653年8月12日（永曆七年七月癸未）），字張錦，廣西桂林府靈川縣人，明朝、南明政治人物。

## 生平
李膺品是崇禎十六年（1643年）癸未科進士，獲授武選主事；隆武帝繼位後遷任江西道御史。何騰蛟招攬高一功、李赤心軍隊，他上疏請求以監軍御史到軍前謀求恢復。隆武二年（1646年），他跟從何騰蛟到湘陰，期望於岳州與各將領會面；但諸鎮只是觀望不前，並未成事，他則以戶科給事中宣諭衡州、永州，調官吏科。永曆元年（1647年），長沙淪陷，朝廷命令他巡按湖南；章曠到衡州、永州後調守寶慶。二月時，朝廷派使者催促他入衛，跟隨永曆帝到奉天、靖州、柳州、桂林。
次年（1648年），李膺品和陳經猷協助何騰蛟、瞿式耜守衛桂林，陞任兵部右侍郎、副都御史，撫治永州。當時時朝中大臣結黨而且勢同水火，他卻不跟隨；同年十月調為兵部添注右侍郎。永曆四年（1650年）九月，他以兵部左侍郎、副都御史督興安、靈川義軍，固守全桂林，自行罷官歸鄉。瞿式耜、張同敞邀請他參與謀議，他見廣東局勢孤危，而四、五都形勢險固，可以堅守支援桂林，因此和陳經猷聯合義民守住薄嶺、烏嶺；瞿式耜、張同敞死後，靈東地方依然能守住。
永曆六年（1652年），李定國出師奉天，李膺品密啟其桂林空虛，毋需畏懼孔有德。於是李定國乃經西延、大埠襲擊桂林，他也因此功勞得召用為兵部左侍郎。次年（1653年）七月，李定國再次攻打桂林失利，清朝政府以他接近淮東，能和李定國通訊，將為滅亡南明的制肘，就找來奸人嚮導出兵突陷二嶺。他逃入五指山上吊自殺，很多士民也跟從死去。李膺品豪邁有謀略，家世豐厚，國家有難時散盡家產作軍用，歸鄉後窮得無法煮稀飯；後來再次起義，居民都獻出家產出誓死跟從，他的忠義如此感動人心。他的三名兒子在清朝依照他的遺命不去應試，於是沒有顯貴。

## 引用
1. ↑  錢海岳《南明史·卷四·本紀第四》：（永曆七年七月）癸未，……靈川四、五都陷，尚書陳經猷、侍郎李膺品死之。
2. 1 2  錢海岳《南明史·卷六十·列傳第三十六》：李膺品，字張錦，靈川人。崇禎十六年進士。授武選主事。紹宗立，遷江西道御史。何騰蛟招高、李諸軍，疏請以監軍御史赴軍前謀恢復。隆武二年，從騰蛟赴湘陰，期大會諸將於岳州。諸鎮觀望，不果。已以戶科給事中宣諭衡永。調吏科。永曆元年，長沙陷，命巡按湖南。章曠至衡、永，調守寶慶。二月，遣使趣入衛，從扈奉、靖、柳、桂。
3. ↑  錢海岳《南明史·卷六十·列傳第三十六》：二年，與陳經猷佐騰蛟、瞿式耜力守全桂林，擢兵部右侍郎、副都御史，撫治全永。時朝士黨局相水火，膺品獨無所附麗。二年十月，調兵部添注右侍郎。四年九月，以兵部左侍郎副都御史督興、靈義旅，保固全桂，乞罷歸。式耜、張同敞聘參謀議。膺品見粵局孤危，而四、五都形勢險固，可守以為桂援，遂與經猷結二都義民守薄嶺、烏嶺，均田立約，習武修備。式耜、同敞死，而靈東完髮堅守如故。
4. ↑  錢海岳《南明史·卷六十·列傳第三十六》：六年，李定國出師奉天，膺品密啟桂林空虛，孔有德不足畏。定國乃繇西延、大埠逕襲桂林。粵西之復，膺品力也。召兵部左侍郎。七年七月，定國再攻桂林，失利去。清以膺品逼近准東，與定國通，為肘腋患，乃購奸人為導，分兵三道，出其不意，突陷二嶺。膺品入五指山，自經死。士民多從死者。膺品豪邁負大畧，家素豐饒，裹糧赴難，盡散家財俸入充軍需。歸後環堵蕭然，不能具饘粥。及再倡義，諸里民均蠲家產出死力以從，其忠義感人心如此。子三，入清遵遺命不應試，後訖無顯者。